# La Gorgue
La Gorgue település Franciaországban, Nord megyében. Lakosainak száma 5553 fő (2022. január 1.). La Gorgue Estaires, Richebourg, Laventie, Lestrem, Sailly-sur-la-Lys és Merville községekkel határos.

## Népesség
A település népességének változása:
| Lakosok száma | 5850 | 5704 | 5727 | 5635 | 5637 | 5639 | 5640 | 5599 | 5553 |
|               | 2013 | 2015 | 2016 | 2017 | 2018 | 2019 | 2020 | 2021 | 2022 |